# Scopula prosoeca
Scopula prosoeca är en fjärilsart som beskrevs av Turner 1908. Scopula prosoeca ingår i släktet Scopula och familjen mätare. Inga underarter finns listade.